# Championnats du monde d'athlétisme 2005
Navigation
Les 10es Championnats du monde d'athlétisme se sont tenus du 6 août au 14 août 2005 au stade olympique d'Helsinki en Finlande, déjà organisatrice des premiers championnats du monde en 1983.
La compétition aurait dû avoir lieu à Londres, mais le nouveau stade de Wembley ne pouvant être terminé à temps, l'IAAF décida de leur retirer l'organisation. Londres avait remporté l'organisation devant les villes de Berlin, Bruxelles, Budapest, Helsinki, Moscou et Rome.
Les épreuves de cette 10e édition des championnats du monde furent retransmises par la télévision dans 192 pays ; c'est 10 de mieux qu'à Paris deux ans auparavant. 1 688 athlètes de 191 délégations étaient présents. Est ajoutée une épreuve par rapport au programme des derniers championnats du monde : le 3 000 mètres steeple féminin.
Ces championnats du monde 2005 furent marqués par de très mauvaises conditions météorologiques.

## Faits marquants
Dans les épreuves féminines, ces dixièmes championnats du monde sont d’un niveau égal à ceux de Paris de 2003 : 11 des 22 vainqueurs ont une performance supérieure ou égale à celle de la gagnante de 2003. Le niveau est légèrement inférieur dans les épreuves masculines, 14 des 24 vainqueurs ont une performance inférieure à celle du vainqueur de 2003.
Les États-Unis dominent ces championnats, avec 14 titres , 25 médailles et 251 points à la place (placing table), devant la Russie (7 titres, 18 médailles, 199 points). Dans les épreuves masculines, les États-Unis (9 titres, 15 médailles, 156 points) devancent la Russie (1 titre, 6 médailles, 66 points) et le Kenya (1 titre, 5 médailles, 56 points). Dans les épreuves féminines, la Russie (6 titres,12 médailles, 133 points) devance les États-Unis (5 titres, 10 médailles, 95 points) et la Jamaïque (1 titre, 6 médailles, 56 points).
Trois record du monde sont battus chez les femmes : celui du lancer de javelot par la Cubaine Osleidys Menéndez avec un jet à 71,70 m, celui du saut à la perche par la Russe Yelena Isinbayeva avec une barre à 5,01 m, et celui du 20 km marche par la Russe Olimpiada Ivanova avec le temps de 1 h 25 min 41 s.
L'Américaine Allyson Felix, en gagnant le 200 m, remporte, à moins de 19 ans, le 1er de ses 14 titres mondiaux.

## Dopage
En mars 2013, l'Association internationale des fédérations d'athlétisme (IAAF) publie les résultats de contrôles antidopage effectués sur des échantillons prélevés et congelés lors des championnats du monde d'Helsinki. Six cas positifs sont ainsi révélés : les Russes Olga Kuzenkova (médaillée d'or au lancer du marteau), Tatyana Kotova (médaillée d’argent au saut en longueur), ainsi que les Biélorusses Andrei Mikhnevich (6e du lancer du poids), Ivan Tsikhan (médaillé d'or du lancer du marteau), Vadim Devyatovskiy (médaillé d'argent du lancer du marteau), et Nadzeya Astapchuk (championne du monde du lancer du poids et suspendue pour dopage lors des Jeux olympiques de 2012,,).

## Résultats

### Hommes
| Épreuves                  | Or | Argent                                                                                                | Bronze                                                                                                   |
| ------------------------- | --- | --- | --- |
| 100 m détails             | Justin Gatlin 9 s 88 (SB)                                                                                             | Michael Frater 10 s 05                                                                                | Kim Collins 10 s 05                                                                                      |
| 200 m détails             | Justin Gatlin 20 s 04                                                                                                 | Wallace Spearmon 20 s 20                                                                              | John Capel 20 s 31 (SB)                                                                                  |
| 400 m détails             | Jeremy Wariner 43 s 93 (WL)                                                                                           | Andrew Rock 44 s 35 (PB)                                                                              | Tyler Christopher 44 s 44 (NR)                                                                           |
| 800 m détails             | Rashid Ramzi 1 min 44 s 24 (PB)                                                                                       | Yuriy Borzakovskiy 1 min 44 s 51                                                                      | William Yiampoy 1 min 44 s 55                                                                            |
| 1 500 m détails           | Rashid Ramzi 3 min 37 s 88                                                                                            | Adil Kaouch 3 min 38 s 00 (SB)                                                                        | Rui Silva 3 min 38 s 02                                                                                  |
| 5 000 m détails           | Benjamin Limo 13 min 32 s 55                                                                                          | Sileshi Sihine 13 min 32 s 81                                                                         | Craig Mottram 13 min 32 s 96                                                                             |
| 10 000 m détails          | Kenenisa Bekele 27 min 08 s 33                                                                                        | Sileshi Sihine 27 min 08 s 87                                                                         | Moses Mosop 27 min 08 s 96 (PB)                                                                          |
| Marathon détails          | Jaouad Gharib 2 h 10 min 10 s                                                                                         | Christopher Isengwe 2 h 10 min 21 s (PB)                                                              | Tsuyoshi Ogata 2 h 11 min 16 s (SB)                                                                      |
| 110 m haies détails       | Ladji Doucouré 13 s 07                                                                                                | Liu Xiang 13 s 08                                                                                     | Allen Johnson 13 s 10                                                                                    |
| 400 m haies détails       | Bershawn Jackson 47 s 30 (PB)                                                                                         | James Carter 47 s 43 (PB)                                                                             | Dai Tamesue 48 s 10 (SB)                                                                                 |
| 3 000 m steeple détails   | Saif Saaeed Shaheen 8 min 13 s 31                                                                                     | Ezekiel Kemboi 8 min 14 s 95                                                                          | Brimin Kipruto 8 min 15 s 30                                                                             |
| 20 km marche détails      | Jefferson Perez 1 h 18 min 35 s (SB)                                                                                  | Francisco Javier Fernandez 1 h 19 min 36 s                                                            | Juan Manuel Molina 1 h 19 min 44 s (PB)                                                                  |
| 50 km marche détails      | Sergey Kirdyapkin 3 h 38 min 08 s (PB)                                                                                | Aleksey Voyevodin 3 h 41 min 25 s                                                                     | Alex Schwazer 3 h 41 min 54 s (NR)                                                                       |
| 4 × 100 m détails         | France Ladji Doucouré Ronald Pognon Eddy De Lépine Lueyi Dovy Oudéré Kankarafou* 38 s 08 (WL)                         | Trinité-et-Tobago Kevon Pierre Marc Burns Jacey Harper Darrel Brown 38 s 10 (NR)                      | Grande-Bretagne Jason Gardener Marlon Devonish Christian Malcolm Mark Lewis-Francis 38 s 27 (SB)         |
| 4 × 400 m détails         | États-Unis Andrew Rock Derrick Brew Darold Williamson Jeremy Wariner Miles Smith* LaShawn Merritt* 2 min 56 s 91 (WL) | Bahamas Nathaniel McKinney Avard Moncur Andrae Williams Chris Brown Troy McIntosh* 2 min 57 s 32 (NR) | Jamaïque Sanjay Ayre Brandon Simpson Lansford Spence Davian Clarke Michael Blackwood* 2 min 58 s 07 (SB) |
| Saut en hauteur détails   | Yuriy Krymarenko 2,32 m                                                                                               | Víctor Moya Yaroslav Rybakov 2,29 m                                                                   | - |
| Saut à la perche détails  | Rens Blom 5,80 m (SB)                                                                                                 | Brad Walker 5,75 m                                                                                    | Pavel Gerasimov 5,65 m (SB)                                                                              |
| Saut en longueur détails  | Dwight Phillips 8,60 m (WL)                                                                                           | Ignisious Gaisah 8,34 m (NR)                                                                          | Tommi Evilä 8,25 m                                                                                       |
| Triple saut détails       | Walter Davis 17,57 m (SB)                                                                                             | Yoandri Betanzos 17,42 m (SB)                                                                         | Marian Oprea 17,40 m                                                                                     |
| Lancer du poids détails   | Adam Nelson 21,73 m (SB)                                                                                              | Rutger Smith 21,29 m                                                                                  | Ralf Bartels 20,99 m                                                                                     |
| Lancer du disque détails  | Virgilijus Alekna 70,17 m (CR)                                                                                        | Gerd Kanter 68,57 m                                                                                   | Michael Möllenbeck 65,95 m                                                                               |
| Lancer du javelot détails | Andrus Värnik 87,17 m                                                                                                 | Andreas Thorkildsen 86,18 m                                                                           | Sergey Makarov 83,54 m                                                                                   |
| Lancer du marteau détails | Vadim Devyatovskiy 82,60 m                                                                                            | Szymon Ziółkowski 79,35 m (SB)                                                                        | Markus Esser 79,16 m                                                                                     |
| Décathlon détails         | Bryan Clay 8 732 pts (WL)                                                                                             | Roman Šebrle 8 521 pts                                                                                | Attila Zsivóczky 8 385 pts                                                                               |

* Athlètes médaillés ayant participé aux séries des relais

### Femmes
| Épreuves                  | Or | Argent                                                                                                   | Bronze                                                                                          |
| ------------------------- | --- | --- | ----------------------------------------------------------------------------------------------- |
| 100 m détails             | Lauryn Williams 10 s 93 | Veronica Campbell 10 s 95 (SB)                                                                           | Christine Arron 10 s 98                                                                         |
| 200 m détails             | Allyson Felix 22 s 16 | Rachelle Boone-Smith 22 s 31                                                                             | Christine Arron 22 s 31 (SB)                                                                    |
| 400 m détails             | Tonique Williams-Darling 49 s 55 (SB)                                                                                        | Sanya Richards 49 s 74                                                                                   | Ana Guevara 49 s 81                                                                             |
| 800 m détails             | Zulia Calatayud 1 min 58 s 82                                                                                                | Hasna Benhassi 1 min 59 s 42                                                                             | Tatyana Andrianova 1 min 59 s 60                                                                |
| 1 500 m détails           | Tatyana Tomashova 4 min 00 s 35 (SB)                                                                                         | Olga Yegorova 4 min 01 s 46                                                                              | Bouchra Ghezielle 4 min 02 s 45                                                                 |
| 5 000 m détails           | Tirunesh Dibaba 14 min 38 s 59 (CR)                                                                                          | Meseret Defar 14 min 39 s 54                                                                             | Ejegayehu Dibaba 14 min 42 s 47                                                                 |
| 10 000 m détails          | Tirunesh Dibaba 30 min 24 s 02                                                                                               | Berhane Adere 30 min 25 s 41 (SB)                                                                        | Ejegayehu Dibaba 30 min 26 s 00                                                                 |
| Marathon détails          | Paula Radcliffe 2 h 20 min 57 s (CR)                                                                                         | Catherine Ndereba 2 h 22 min 01 s (SB)                                                                   | Constantina Tomescu 2 h 23 min 19 s                                                             |
| 100 m haies détails       | Michelle Perry 12 s 66 | Delloreen Ennis-London 12 s 76                                                                           | Brigitte Foster-Hylton 12 s 76                                                                  |
| 400 m haies détails       | Yuliya Pechonkina 52 s 90 (WL)                                                                                               | Lashinda Demus 53 s 27 (PB)                                                                              | Sandra Glover 53 s 32 (PB)                                                                      |
| 3 000 m steeple détails   | Dorcus Inzikuru 9 min 18 s 24 (CR)                                                                                           | Yekaterina Volkova 9 min 20 s 49 (PB)                                                                    | Jeruto Kiptum 9 min 26 s 95 (NR)                                                                |
| 4 × 100 m détails         | États-Unis Angela Daigle Muna Lee Me'Lisa Barber Lauryn Williams 41 s 78 (WL)                                                | Jamaïque Danielle Browning Sherone Simpson Aleen Bailey Veronica Campbell Beverly McDonald* 41 s 99 (SB) | Biélorussie Yulia Nesterenko Natalya Sologub Alena Neumiarzhitskaya Oksana Dragun 42 s 56 (NR)  |
| 4 × 400 m détails         | Russie Yuliya Pechonkina Olesya Krasnomovets Natalya Antyukh Svetlana Pospelova Tatyana Firova* Olesya Zykina* 3 min 20 s 95 | Jamaïque Shericka Williams Novlene Williams Ronetta Smith Lorraine Fenton 3 min 23 s 29 (SB)             | Grande-Bretagne Lee McConnell Donna Fraser Nicola Sanders Christine Ohuruogu 3 min 24 s 44 (SB) |
| 20 km marche détails      | Olimpiada Ivanova 1 h 25 min 41 s (WR)                                                                                       | Ryta Turava 1 h 27 min 05 s (NR)                                                                         | Susana Feitor 1 h 28 min 44 s (SB)                                                              |
| Saut en longueur détails  | Tianna Madison 6,89 m (PB)                                                                                                   | Eunice Barber 6,76 m                                                                                     | Yargelis Savigne 6,69 m                                                                         |
| Triple saut détails       | Trecia Smith 15,11 m (WL) | Yargelis Savigne 14,82 m (PB)                                                                            | Anna Pyatykh 14,78 m                                                                            |
| Saut en hauteur détails   | Kajsa Bergqvist 2,02 m (WL)                                                                                                  | Chaunte Howard 2,00 m (PB)                                                                               | Emma Green 1,96 m (PB)                                                                          |
| Saut à la perche détails  | Yelena Isinbayeva 5,01 m (WR)                                                                                                | Monika Pyrek 4,60 m                                                                                      | Pavla Hamácková 4,50 m                                                                          |
| Lancer du poids détails   | Olga Ryabinkina 19,64 m | Valerie Vili 19,62 m                                                                                     | Nadine Kleinert 19,07 m                                                                         |
| Lancer du disque détails  | Franka Dietzsch 66,56 m (SB)                                                                                                 | Natalya Sadova 64,33 m                                                                                   | Vera Pospíšilová-Cechlová 63,19 m                                                               |
| Lancer du marteau détails | Yipsi Moreno 73,08 m | Tatyana Lysenko 72,46 m                                                                                  | Manuela Montebrun 71,44 m                                                                       |
| Lancer du javelot détails | Osleidys Menéndez 71,70 m (WR)                                                                                               | Christina Obergföll 70,03 m (AR)                                                                         | Steffi Nerius 65,96 m                                                                           |
| Heptathlon détails        | Carolina Klüft 6 887 pts (SB)                                                                                                | Eunice Barber 6 824 pts                                                                                  | Margaret Simpson 6 375 pts                                                                      |

* Athlètes médaillées ayant participé aux séries des relais

## Tableau des médailles
| Rang | Nation                     | Or | Argent | Bronze | Total |
| ---- | -------------------------- | -- | ------ | ------ | ----- |
| 1.   | États-Unis                 | 14 | 8      | 3      | 25    |
| 2.   | Russie                     | 7  | 7      | 4      | 18    |
| 3.   | Éthiopie                   | 3  | 4      | 2      | 9     |
| 4.   | Cuba                       | 3  | 3      | 1      | 7     |
| 5.   | France                     | 2  | 2      | 4      | 8     |
| 6.   | Suède                      | 2  | 0      | 1      | 3     |
| 7.   | Bahreïn                    | 2  | 0      | 0      | 2     |
| 8.   | Jamaïque                   | 1  | 5      | 2      | 8     |
| 9.   | Kenya                      | 1  | 2      | 4      | 7     |
| 10.  | Maroc                      | 1  | 2      | 0      | 3     |
| 11.  | Allemagne                  | 1  | 1      | 5      | 7     |
| 12.  | Biélorussie                | 1  | 1      | 1      | 3     |
| 13.  | Bahamas                    | 1  | 1      | 0      | 2     |
| 13.  | Estonie                    | 1  | 1      | 0      | 2     |
| 13.  | Pays-Bas                   | 1  | 1      | 0      | 2     |
| 16.  | Royaume-Uni                | 1  | 0      | 2      | 3     |
| 17.  | Équateur                   | 1  | 0      | 0      | 1     |
| 17.  | Lituanie                   | 1  | 0      | 0      | 1     |
| 17.  | Qatar                      | 1  | 0      | 0      | 1     |
| 17.  | Ouganda                    | 1  | 0      | 0      | 1     |
| 17.  | Ukraine                    | 1  | 0      | 0      | 1     |
| 22.  | Pologne                    | 0  | 2      | 0      | 2     |
| 23.  | Tchéquie                   | 0  | 1      | 2      | 3     |
| 24.  | Espagne                    | 0  | 1      | 1      | 2     |
| 24.  | Ghana                      | 0  | 1      | 1      | 2     |
| 26.  | Norvège                    | 0  | 1      | 0      | 1     |
| 26.  | Nouvelle-Zélande           | 0  | 1      | 0      | 1     |
| 26.  | Chine                      | 0  | 1      | 0      | 1     |
| 26.  | Tanzanie                   | 0  | 1      | 0      | 1     |
| 26.  | Trinité-et-Tobago          | 0  | 1      | 0      | 1     |
| 31.  | Japon                      | 0  | 0      | 2      | 2     |
| 31.  | Portugal                   | 0  | 0      | 2      | 2     |
| 31.  | Roumanie                   | 0  | 0      | 2      | 2     |
| 34.  | Australie                  | 0  | 0      | 1      | 1     |
| 34.  | Canada                     | 0  | 0      | 1      | 1     |
| 34.  | Finlande                   | 0  | 0      | 1      | 1     |
| 34.  | Hongrie                    | 0  | 0      | 1      | 1     |
| 34.  | Italie                     | 0  | 0      | 1      | 1     |
| 34.  | Mexique                    | 0  | 0      | 1      | 1     |
| 34.  | Saint-Christophe-et-Niévès | 0  | 0      | 1      | 1     |
|      |                            | 47 | 48     | 46     | 141   |

## Records du monde
- 7 août : la Russe Olimpiada Ivanova bat le record du monde du 20 km marche féminin : 1 h 25 min 41 s
- 12 août : la Russe Yelena Isinbayeva bat le record du monde du saut à la perche féminin : 5,01 mètres.
- 14 août : la Cubaine Osleidys Menéndez bat le record du monde du lancer du javelot féminin : 71,70 mètres.

## Sources
- (en) Résultats par épreuve des Championnats du monde de 2005 sur le site de l'IAAF
- (en) Historique des championnats du monde d'athlétisme sur IAAF Statistics Handbook (version 2017), site de l'Association internationale des fédérations d'athlétisme

## Légende
Records et Performances
- AR : Record continental (area record)
- CR : Record des championnats (championship record)
- MR : Record du meeting (meet record)
- NR : Record national (national record)
- OR : Record olympique (olympic record)
- PR : Record paralympique (paralympic record)
- PB : Record personnel (personal best)
- SB : Meilleure performance personnelle de la saison (season's best)
- WL : Meilleure performance mondiale de l'année (world leader)
- WJR : Record du monde junior (world junior record)
- WR : Record du monde (world record)

Circonstances et Conditions
- DNF : N'a pas terminé (did not finish)
- DNS : N'a pas pris le départ (did not start)
- DQ : Disqualification (disqualification)
- NM : Aucun essai valable enregistré (No Mark)
- Q : Qualifié « directement » au prochain tour (ou à la prochaine compétition), lors d'une compétition majeure, grâce au classement ou à la réalisation des minima (automatic qualifier)
- q : Qualifié au prochain tour (ou à la prochaine compétition), lors d'une compétition majeure, grâce au repêchage ou à la réalisation de l'une des meilleures performances parmi celles des « non qualifiés directement » (grâce au meilleur temps ou à la meilleure distance par exemple) (secondary qualifier)